# 長井秀元
長井 秀元（ながい ひでもと）は、戦国時代の武将。美濃国の戦国大名斎藤道三の家臣。

## 略歴
『武家事紀』によると斎藤道三の3人いる弟のうちの一人とされ、弟には斎藤龍興の重臣して著名な長井道利がいるという。
天文13年（1544年）尾張国の織田信秀が朝倉氏と結んで美濃を攻撃した際、秀元は道三の配下として活躍。この合戦で斎藤軍は織田・朝倉軍を撃退した（加納口の戦い）。その事を三河刈谷城の水野氏へ伝えている。